# Drosophila clavitibia
Drosophila clavitibia är en tvåvingeart som beskrevs av Elmo Hardy 1965. Drosophila clavitibia ingår i släktet Drosophila och familjen daggflugor.
Artens utbredningsområde är Hawaii.